# Fatima Svendsen
Fatima Susanne Svendsen, tidigare Fatima Gerhard och Fatima Ekman, född den 24 januari 1944 i Köpenhamn i Danmark, är en svensk textilkonstnär och före detta artist och koreograf.

## Biografi
Fatima Svendsen föddes som dotter till den danska diversearbetaren Anna Svendsen och musikern Joseph Brown som hade invandrat till Danmark från Saint Croix i dåvarande Danska Västindien (numera Amerikanska Jungfruöarna). Pappan lämnade tidigt familjen, och Fatima såg honom bara en gång på avstånd innan han dog 1978. Hon kom i kontakt med underhållningsvärlden redan som tvååring när hennes mamma anmälde henne till att delta i en av Stig Lommers revyer på Tivoli. Där träffade hon den svenske revykungen Karl Gerhard som också uppträdde i revyn, och han blev snabbt förtjust i den lilla flickan.
Karl Gerhard adopterade Fatima Svendsen 1949, och hon flyttade från Köpenhamn till Stockholm. Enligt Karl Gerhard skulle hennes biologiska far ha rötter från Abessinien, men Fatima har själv bekräftat att han kom från Karibien. Som barn uppträdde hon ibland med Gerhard, och de spelade in sången "Det rara gamla paret" tillsammans. Som ung vuxen var hon dansare och revyskådespelare och deltog i flera av Svenska Ords revyer, såsom Lådan 1967 och Spader, Madame! 1969. 
Fatima Svendsen har varit verksam som konstnär sedan 1976. Hon är utbildad vid Tillskärarakademin, Hemslöjden, Konstfack och Danshögskolan (tidigare Koreografiska Institutet). Hon väver bildvävar med en egen teknik som baseras på dubbelväv och gobelängteknik, ofta i stora format. Ett exempel är utsmyckningen på Tomteboda postterminal som består av två vävar med applikation i formatet 9 x 2 meter vardera, som hon skapade tillsammans med Harald Lyth och Britta Carlström. Hon har periodvis arbetat som lärare i textil formgivning, bildväv, färglära och färgningstekniker på Konstfack, Handarbetets Vänner och Konstnärernas Kollektivverkstad (KKV).
Hennes konstnärliga projekt har bland annat syftat till att öka förståelsen för färglära, vilket är ett viktig verktyg för de som arbetar med färgblandningar eller textilfärgning. Det arbetet har bland annat lett till en mobil av färgade tygstycken som kallas Den befriade färgkroppen. Den har visats på Konstfack och Millesgården samt i en fotoutställning på Kulturhuset i Stockholm.
Mellan 1963 och 1974 var Fatima Svendsen gift med skådespelaren Gösta Ekman (den yngre), och tillsammans har de sonen Måns Ekman. Efter äktenskapet återtog hon inte adoptivnamnet Gerhard utan istället födelsenamnet Svendsen. Senare fick hon även en dotter. Fatima är medlem i kommittén för Karl Gerhard-stipendiet, som delas ut till svenska artister och textförfattare som verkar i Karl Gerhards anda.

## Verk och produktioner

### Separatutställningar
- 1977 Galleri Heland, Stockholm

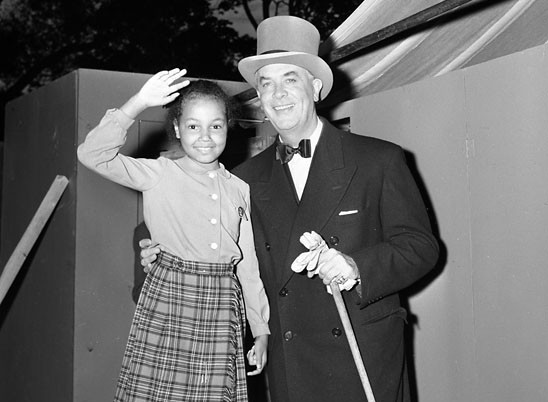
Karl Gerhard spelar Jag och lilla Frida. Här tillsammans med sin adoptivdotter Fatima, med anledning av Stockholms 700-årsjubileum, 1953.

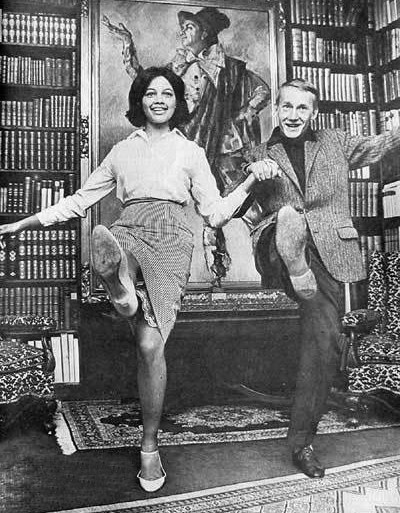
Fatima Svendsen och Gösta Ekman d.y.. Bilden är tagen i Karl Gerhards "Villa Kråkslottet" i Saltsjöbaden, 1962.

- 1990/1985/1981 Textilgruppen, Stockholm
- 1991 Saltsjöateljén i Grünewaldvillan, Saltsjöbaden
- 1991 Olle Forsbergs Galleri, Härja
- 2003 Konstfack, Stockholm
- 2007 Tekniska Nämndhuset, Stockholm

### Samlingsutställningar i urval
- 1976 Form/Design Center, Malmö
- 1979 Kristiansand, Norge
- 1981 Örnsköldsviks rådhus
- 1982 Umeå Museum, Landstingshuset i Luleå
- 1983 Kulturhuset i Stockholm, Kalmar konstmuseum
- 1984 Folkets hus, Havanna, Kuba
- 1985–1987 American Craft Museum, New York, USA
- 1986 Svenska institutet i Athen, Eksjö museum
- 1988 Konsthantverkshuset i Göteborg, Rättviks kulturhus
- 1989 Västerås konstmuseum, Upplands konstmuseum, Sandvikens konsthall
- 1990 Galerie Doktor Glas i Stockholm, Örnsköldsviks rådhus
- 2003 Konstnärernas Kollektivverkstad, Nacka
- 2004/2006 Kulturhuset, Stockholm
- 2005 Millesgården, Lidingö

### Konstnärliga uppdrag
- 1988 Skandia International, Stockholm
- 1994 Postterminalen i Tomteboda, Solna kommun
- 1996 Norrtälje sjukhus
- 1998 scenkostym, Mats Eks Johanna, Orionteatern
- 1999 filmkostym, Marie-Louise Ekmans Puder

### Representerad i
- Statens konstråd
- Svea hovrätt
- Byggnadsstyrelsen
- SIPRI (Stockholms internationella fredsforskningsinstitut)
- Porjus kraftstation
- Svenska Handelsbanken, Stockholm
- Försäkringskassan, Stockholm

### Stipendier, kultur- och projektbidrag samt forskningsanslag
- 1979 Nordiska kulturfonden
- 1979 Stockholms läns landsting
- 1992 Färgvetenskapliga Rådet
- 1993/1990/1986/1983/1982 Konstnärsnämnden/Bildkonstnärsfonden
- 2000 BUF/BUS (Bildkonst Upphovsrätt i Sverige)
- 2001/1993 Stiftelsen Längmanska kulturfonden
- 2001 Projektrådet (Almi)
- 2003/1992 Nämnden för konstnärligt utvecklingsarbete vid Konstfack

### Teater

#### Roller (urval)
- 1966 Lådan, Svenska Ord, koreografi Herman Howell
- 1969 – Lilla svarta Sara i Spader, Madame! eller Lugubert sa Schubert av Hans Alfredson och Tage Danielsson, regi Tage Danielsson, Oscarsteatern[8][9]
- 1971 Gud lever och har hälsan, koreografi Donya Feuer, Dramaten
- 1971 Show, Lars Forssell, Ingmar Bergman, Dramaten
- 1971/1973 Dansföreställningar på Moderna Museet, Historiska Museet, skolor och fängelser, med koreografer som Donya Feuer, Walter Nicks, Herman Howell, Graham Tainton
- 1972 Taxinge Näsby, koreografi Donya Feuer

### Filmografi
- 1968 I huvet på en gammal gubbe, Svenska Ord
- 1973 Ebon Lundin, Per Oscarssons film
- 1974 Mahagonny, Stockholms Parkteater, SVT